# 聖博德教堂 (愛丁堡)
聖博德教堂（英語：St Patrick's Church）是羅馬天主教的一座教區教堂，位於英國蘇格蘭愛丁堡舊城牛門，南側是皇家一英里。這座教堂修建於1771年至1774年，在1856年成為天主教教堂。教堂的外立面由雷金納德·費爾利在1929年設計。聖博德教堂是B級登錄建築。

## 歷史

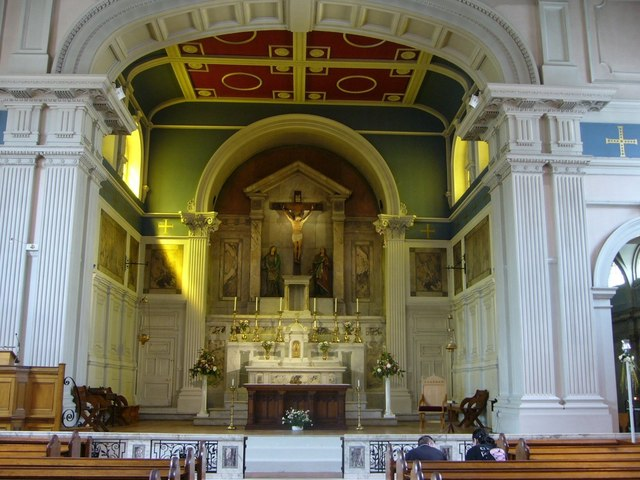
教堂內部

### 建築
這座教堂最初由約翰·巴克斯特（John Baxter）設計，修建於1772年6月至1774年，當時是蘇格蘭聖公會的教堂。1818年，這座教堂成為聯合長老會的教堂。蘇格蘭聖公會委託亞歷山大·朗西曼為教堂製作了一系列壁畫，但這些壁畫後來被遺忘。直到1960年代，鄧肯·麥米倫才重新發現了這些壁畫。截止2018年8月，壁畫的修復工作仍在進行。
1856年，這座教堂被東蘇格蘭代牧區主教詹姆斯·吉爾斯購買。購買費用耗資4,000英鎊，一半由當地民眾負擔，另一半由天主教教會負擔。1856年8月3日，教堂在吉爾斯主教主持的彌撒中開幕。

### 擴建
教堂的聖所在1898年進行了改建，新添加了由詹姆斯·格拉漢姆·費爾利設計的祭壇。1921年，教堂內新設了一個禮拜堂，用於紀念犧牲於第一次世界大戰的教區民眾。1924年至1925年，教堂新建了兩個禮拜堂，分別是聖母禮拜堂和聖心禮拜堂。1929年，由雷金納德·費爾利設計的教堂外立面竣工。這一外立面包括了聖博德和聖布麗姬的雕像。

### 發展
2001年，至聖救主會的神父來到教區服務。2014年11月21日，在經過了13年的愛丁堡生活之後，至聖救主會神父離開了教區，回到天主教聖安德魯斯暨愛丁堡總教區。

## 教區
1875年8月6日，希伯尼安足球俱乐部在聖博德教堂成立。當時教區的兩位神父愛德華·約瑟夫·亨曼（Edward Joseph Hannan）和邁克·威藍（Michael Whelahan）決定設立一家足球俱樂部。2013年3月17日（圣帕特里克节），希伯尼安足球俱乐部向教堂贈送了一塊紀念俱樂部成立的牌匾。
4:30
聖博德教堂舉辦兩次主日彌撒，時間是每個禮拜日上午11時和下午4:30。

## 外部連結
- 维基共享资源上的相關多媒體資源：聖博德教堂
- St Patrick's Parish site （页面存档备份，存于）